# Stefan Godin
Pour les articles homonymes, voir Godin.
Stefan Godin est un acteur et directeur artistique français.

## Biographie
Stefan Godin est né d'un père médecin militaire, il a grandi entre la France, Madagascar et la Nouvelle-Calédonie en fonction des affectations de celui-ci,.
Dans un premier temps, il suit des études de droit mais passionné par le théâtre, d'abord amateur qu'il a découvert à l'âge de 13 ans, il finit par s'orienter définitivement vers le métier d'acteur,.
Il suit alors cinq ans de formation aux cours Raymond Girard, au conservatoire du Ve arrondissement de Paris.

### Carrière
Après sa formation d'art dramatique, Stefan Godin joue dans plusieurs pièces de théâtre (de Molière, Racine ou Tchekov) mais aussi dans des pièces d'auteurs contemporains, avec Joel Dragutin, Adel Hakim ou Nikson Pitakaj,. De ces expériences, il poursuit son évolution au cinéma, à la télévision, la radio et le doublage. Pour le cinéma, il tient le rôle d'Yvon dans Truands de Frédéric Schoendoerffer, le lieutenant-colonel de gendarmerie Benson dans L'Ordre et la Morale de Mathieu Kassovitz ou encore le général Darras dans J'accuse de Roman Polanski. À la télévision, il tient le rôle du commissaire-divisionnaire François dans la série Julie Lescaut (2008-2012), Jean-Jacques Dupré dans Engrenages (2010), de Max dans la série Clem (2015-2017) ou encore du DG de la DGSE dans Le Bureau des légendes, (2015-2020).
En 2016, il joue dans certaines vidéos de la chaîne YouTube Lolywood. Il y incarne un père de famille.
Depuis 2018, il devient l'un des personnages principaux de la chaîne YouTube Chronik Fiction, où il incarne le Coroner, un personnage qui évoque et analyse l'impact des morts marquantes dans les productions audiovisuelles (films, séries télévisées, jeux vidéo,).
Bilingue, il tourne aussi dans des coproductions internationales comme Red Sparrow, Genius Picasso ou The Bail Out en Irlande.
En parallèle, il est très actif dans le doublage depuis trente ans. Il est notamment la voix française de William Petersen (dont Gil Grissom dans la série télévisée Les Experts), Xander Berkeley, Barclay Hope, James McCaffrey,. Il est également directeur artistique,.
En 2021, il est choisi pour succéder à Patrick Poivey en devenant la voix française de Bruce Willis, jusqu'à la retraite de l'acteur à la suite de son aphasie.
En 2022, il est choisi pour devenir la nouvelle voix française de Bryan Cranston en succédant à Jean-Louis Faure,,.

## Théâtre
- 2009-2010 : Crime et Châtiment d'après Fiodor Dostoïevski, mise en scène Nikson Pitaqaj, théâtre de l'Épée de Bois
- 2014-2015 : La Prairie parfumée où s'ébattent les plaisirs de Cheikh Nefzaoui, mise en scène par Didier Carrier, Théâtre Essaïon
- 2016 : Blondin s'échappe, lecture-spectacle autour de chroniques d'Antoine Blondin (Auteur et acteur)
- 2019 : La Dama Boba ou celle que l'on trouvait idiote de Lope de Vega, mise en scène par Juliette Heynemann, Théâtre 13
- 2019 : 65 miles de Matt Hartley, mise en scène par Pamela Ravassard
- 2020 : Lawrence de et mise en scène par Éric Bouvron, assisté pour l'écriture de Benjamin Penamaria, scène d'Avignon, théâtre des Halles[14]

### Tournées Barré-Borelli
- Le Malade imaginaire de Molière
- Les Fourberies de Scapin de Molière
- Le Barbier de Séville de Beaumarchais

### Festival du Grand Trianon àVersailles
- Polyeucte de Pierre Corneille, mise en scène par Marcelle Tassencourt
- Bérénice de Jean Racine, mise en scène par Marcelle Tassencourt
- Le Cid de Pierre Corneille, mise en scène par Marcelle Tassencourt

### Rencontres à La Cartoucherie
- Mêlée ouverte de Lise Martin, mise en scène Jean-Louis Jacopin
- Exercice de démocratie, Minutes du Conseil Régional de la Région Centre, mise en scène par Adel Hakim
- Pour l'honneur de Loïc Pichon, mise en scène Adel Hakim
- Les Cadences de Jacky Viallon, mise en scène Christian Baltauss
- Paroles de parents de lui-même

## Filmographie

### Cinéma
- 2004 : Agents secrets de Frédéric Schoendoerffer : le technicien
- 2007 : Truands de Frédéric Schoendoerffer : Yvon
- 2008 : Vivre ! de Yvon Marciano
- 2009 : Les Herbes folles : l'acolyte no 3
- 2010 : Portrait of a Biped with Flexible Morals de Matthieu Mares-Savelli : le bipède
- 2011 : L'Ordre et la Morale de Mathieu Kassovitz : lieutenant-colonel de gendarmerie Benson
- 2011 : Minuit à Paris de Woody Allen : ?
- 2012 : Ce que le jour doit à la nuit d'Alexandre Arcady : le commandant de gendarmerie
- 2012 : Mes héros d'Éric Besnard : le mari violent
- 2013 : 24 jours d'Alexandre Arcady : le procureur
- 2014 : Un peu, beaucoup, aveuglément de Clovis Cornillac : le déménageur
- 2015 : Pension complète de Florent-Emilio Siri
- 2015 : Chocolat de Roschdy Zem
- 2018 : Red Sparrow  de Francis Lawrence : l'ambassadeur français
- 2019 : Le Chant du loup d'Antonin Baudry: le capitaine de vaisseau
- 2019 : J'accuse de Roman Polanski : le général Darras
- 2023 : Bâtiment 5 de Ladj Ly : Commandant CRS
- 2023 : Comme un prince d'Ali Marhyar : José

### Télévision
- 1996 : L'Un contre l'autre : Monsieur Duraux
- 1998 : Une femme d'honneur : Journaliste 1
- 1998 : Les vacances de l'amour : L'un des deux malfrats
- 2006 : Léa Parker : Hubert
- 2007 : Section de recherches : Paul Martial et Pierre
- 2008-2014 : Julie Lescaut : le commissaire divisionnaire François
- 2009 : Juste un peu d'@mour : le père de Marc
- 2009 : Braquo : Commissaire IGS
- 2009 : Engrenages
- 2011 : Gérald K. Gérald : Thibault de Réglisse
- 2011 : Commissaire Magellan : Pierre-Yves Montalivet
- 2012 : Profilage : Docteur Capel
- 2012 : Manipulations
- 2012 : Dos au mur
- 2013 : R.I.S Police scientifique : Karadec
- 2013 : Camping paradis : Legendre
- 2013 : Le jour ou tout a basculé au tribunal : Arnaud St-Esteph (épisode 22)
- 2013 : Alice Nevers : Le juge est une femme : Meunier
- 2013 : 14. La Grande Guerre : Père Congar
- 2014-2017 : Clem : Max, le père de Jérôme
- 2014 : Plus Belle la Vie : M. Demalle
- 2015 : Les hommes de l'ombre : le chef d'état major
- 2015-2020 : Le Bureau des légendes : le DG de la DGSE
- 2017 : Rien ne vaut la douceur du foyer de Laurent Jaoui
- 2017 : The bailout de Conall Morrison : Jean-Claude Trichet
- 2018 : Cherif : le père d'Adeline
- 2018 : La Police de Vichy, documentaire de David Korn-Brzoza : le narrateur
- 2018 : Noces rouges, mini-série réalisée par Marwen Abdallah : Pierre Tamabarini
- 2019 : Les Ombre rouges de Christophe Douchand : Baptisti
- 2020 : La Révolution : le président du Conseil de l'Ordre[15] (3 épisodes)
- 2021 : La Petite femelle de Philippe Faucon : André Dubuisson

### Internet
- 2018- : Chronik Fiction de Mike Zonnenberg et Fabio Soares : le Coroner

## Doublage

### Cinéma

#### Films
- Bruce Willis dans (16 films) :
  - Cosmic Sin (2021) : James Ford
  - Apex (2021) : Thomas Malone
  - Deadlock (2021) : Ron Whitlock
  - Fortress (2021) : Robert
  - American Siege (2022) : Ben Watts
  - Gasoline Alley (2022) : l'inspecteur Bill Freeman
  - A Day to Die (en) (2022) : Alston
  - Fortress: Sniper's Eye (en) (2022) : Robert
  - Corrective Measures : Mutants surpuissants (2022) : Julius « Le Lobe » Loeb
  - Vendetta (2022) : Donnie Fetter
  - White Elephant (2022) : Arnold
  - Detective Knight: Rogue (2022) : James Knight
  - Paradise City (2022) : Ian Swan
  - Detective Knight: Redemption (2022) : James Knight
  - Detective Knight: Independence (2023) : James Knight
  - Assassin (2023) : Valmora

- Bryan Cranston dans (4 films) :
  - Jerry and Marge Go Large (2022) : Jerry Selbee
  - Asteroid City (2023) : le présentateur télé
  - Argylle (2024) : Ritter
  - The Phoenician Scheme (2025) : Reagan

- Xander Berkeley dans :
  - Un tueur aux trousses (2003[n 1]) : Joey Patterson
  - Proud Mary (2018) : l'oncle
  - Butcher's Crossing (2022) : Charlie Hoge

- Jon Favreau dans :
  - La Rupture (2006) : Johnny O
  - Thérapie de couples (2010) : Joey
  - Arnaque à la carte (2013) : Harold Cornish

- Willem Dafoe dans :
  - John Carter (2012) : Tars Tarkas
  - Bad Country (2014) : Bud Carter

- John Ortiz dans :
  - Quand vient la nuit (2014) : l'inspecteur Torres
  - Peppermint (2018) : l'inspecteur Moises Beltran

- Vincent D'Onofrio dans :
  - Night Run (2015) : l'inspecteur Harding
  - Jurassic World (2015) : Vic Hoskins

- Roland Møller dans :
  - Blood Red Sky (2021) : Karl
  - Medieval (2022) : Torak

- 1944[n 2] : La Paloma : Hannes Kröger (Hans Albers)
- 1982[n 3] : Tex : Tex McCormick (Matt Dillon)
- 1987[n 4] : Hellraiser : Le Pacte : Frank Cotton (Sean Chapman), Frank le monstre (Oliver Smith) (2e doublage)
- 1990 : 58 Minutes pour vivre : un présentateur radio [Qui ?]
- 1991 : Le Vol de l'Intruder : le lieutenant de vaisseau Sammy Lundeen (Justin Williams)
- 1991 : Jungle Fever : James Tucci (Michael Imperioli)
- 1992 : La Nuit du défi : Slim Busby (Raymond C. Turner)
- 1992 : Un faire-part à part : le père Hallahan (Patrick Breen), Tony Scanlan (Jayce Bartok) et Daniel (Jim Corr)
- 1995 : Moonlight et Valentino : le peintre (Jon Bon Jovi)
- 1997 : The Perfect Blue : Tom (Philip Glenister)
- 1997 : Paradis express : Martin Brest (Til Schweiger)
- 2002 : The Extremists : Ian (Rufus Sewell)
- 2003 : Le Secret des frères McCann : Stan (Nicky Katt)
- 2006 : Déjà vu : l'agent Larry Minuti (Matt Craven)
- 2007 : Benjamin Gates et le Livre des secrets : Thomas Gates (Joel Gretsch)
- 2009 : Les Noces rebelles : Bart Pollack (Jay O. Sanders)
- 2010 : L'Élite de Brooklyn : le capitaine Jenkins (Michael Pemberton)
- 2010 : Vous allez rencontrer un bel et sombre inconnu : un joueur de poker (Philip Glenister)
- 2012 : Jusqu'à ce que la fin du monde nous sépare : le routier (William Petersen)
- 2013 : Mariage à l'anglaise : Hugh (Jason Flemyng)
- 2013 : Le Majordome : Ronald Reagan (Alan Rickman)
- 2013 : World War Z : Gunter Haffner (David Morse)
- 2013 : Machete Kills : Zaror (Marko Zaror)
- 2013 : Copains pour toujours 2 : Tommy Cavanaugh (Stone Cold Steve Austin)
- 2013[n 5] : Art of the Steal : ? (?)
- 2014 : Interstellar : le robot CASE (Josh Stewart) (voix)
- 2015 : Strictly Criminal : John Martorano (W. Earl Brown)
- 2015 : The Ridiculous 6 : Wyatt Earp (Blake Shelton)
- 2015 : La Femme au tableau : Stan Gould (Rolf Saxon)
- 2015 : The Big Short : Le Casse du siècle : Lawrence Fields (Tracy Letts)
- 2016 : Tu ne tueras point : le sergent Howell (Vince Vaughn)
- 2016 : Suicide Squad : l'amiral Olsen (Ted Whittall)
- 2016 : Deepwater : le capitaine Landry (Douglas M. Griffin)
- 2016 : Miss Peregrine et les Enfants particuliers : Kev (Ioan Hefin)
- 2017 : Jigsaw : le détective Halloran (Callum Keith Rennie)
- 2017 : The Marker : M. Hush (Patrick Connolly)
- 2017 : La Femme du gardien de zoo : Jerzyk (Michael McElhatton)
- 2018 : Pentagon Papers : Richard Nixon (Curzon Dobell)
- 2018 : Operation Finale : Isser Harel (Lior Raz)
- 2019 : Once Upon a Time… in Hollywood : ? (?)
- 2019 : Le Défi du champion : Tito (Massimo Popolizio)
- 2019 : Zeroville : Rondell (Will Ferrell)
- 2019 : L'Ombre de Staline : L.C. Thornton (Martin Hugh Henley)
- 2019 : 3 from Hell : Aquarius (Emilio Rivera)
- 2020 : Arkansas : ? (?)
- 2020 : L'Équipier : « Sonny » McElhone (Iain Glen)
- 2021 : Zone 414 : George (Ned Dennehy)
- 2021 : Last Night in Soho : « Cubby » (Paul Brightwell) et le 3e homme qui accoste dans le bar (Paul Hamilton)
- 2021 : L'Étau de Munich : le colonel Menzies (Richard Dillane)
- 2021 : Licorice Pizza : Jerry Frick (John Michael Higgins)
- 2021 : Collection : Garrett (Chip Carriere)
- 2021 : La Ruse : l'amiral John Henry Godfrey (Jason Isaacs)
- 2021 : Super Speed : le père Shen (Nolay Piho)
- 2022 : Blacklight : Gabriel Robinson (Aidan Quinn)
- 2022 : Rainbow (es) : José Luis (Luis Bermejo (acteur) (es))
- 2023 : Mayday : Terry Hampton (Paul Ben-Victor)
- 2023 : Reptile : le capitaine Robert Allen (Eric Bogosian)
- 2023 : The Marvels : Yusuf Khan (Mohan Kapur)
- 2023 : Awareness (en) : Vicente (Pedro Alonso)
- 2023 : Ricos de Amor 2 (pt) : Everaldo Coimbra (Roney Villela)
- 2024 : Shirley : Stanley Townsend (en) (Brian Stokes Mitchell)
- 2024 : Air Force One Down : Sam Whitman (Anthony Michael Hall)
- 2024 : Golden Kamui : Shinpachi Nagakura (Kiba Katsumi)
- 2024 : Inarrêtable : ? (?)
- 2024 : Horizon : Une saga américaine, chapitre 1 : Owen Kittredge (Will Patton)

#### Films d'animation
- 1989[n 6] : Venus Wars : Ron
- 2003 : Le Monde de Nemo : Ted
- 2007 : Le Tueur de Montmartre : ?
- 2013 : Khumba : Thabo
- 2017 : Baby Boss : Baby Boss / Théodore Lindsay « Ted » Templeton[n 7]
- 2018 : Spider-Man: New Generation : Spider-Man Noir[n 8]
- 2020 : Les Croods 2 : Grug[n 8]
- 2021 : Baby Boss 2 : Une affaire de famille : Baby Boss / Théodore Lindsay « Ted » Templeton[n 7]
- 2021 : Seal Team : Une équipe de phoques ! (en) : le vieux phoque

### Télévision

#### Téléfilms
- Barclay Hope dans :
  - Une ennemie si proche (2005) : Kurt
  - Le Baby-sitter (2006) : Paul Otis
  - Trois vœux pour Noël (2006) : Jack King
  - Chasseuse de tempêtes (2009) : Henry Gersh
  - Le Mariage de ses rêves (2014) : Charlie Fraser
  - L'Ange de Noël (2015) : David Nicholas

- James Hyde (en) dans : 
  - Beau, riche et mortel (2021) : Leonard
  - Piégée par mon sugar daddy (2021) : Kyle Smithford
  - Nos vies volées (2021) : Miles Simon
  - Des voisines presque parfaites (2023) : Mark Robinson
  - Erin, fuir ou mourir (2023) : Darren Carver

- Xander Berkeley dans : 
  - Magma, désastre volcanique (2006) : Peter Shepherd
  - Scandale à Washington (2010) : McMahon

- Treat Williams dans :
  - Noël chez les Mitchell ! (2020) : Bill Mitchell
  - Duel à Noël chez les Mitchell (2021) : Bill Mitchell

- 1997 : La Trahison du père : Eddie Brannigan, Jr. (Reed Diamond)
- 1997 : Quand Elvis rencontre Nixon : Elvis Prestley (Rick Peters)
- 2006 : Pour te revoir un jour : John David Smith (Adam Arkin)
- 2007 : Double Vue : l'inspecteur Connick (Fulvio Cecere)
- 2013 : Un millier de flocons : Ted Beck (Alan Thicke)
- 2015 : Mensonges maternels : Carl (Jerry Trimble)
- 2016 : La Métamorphose d'Antonia : Konrad Wellinger (Uwe Ochsenknecht)
- 2017 : N'oublie jamais : l'inspecteur Alvarez (Maurice Benard)
- 2017 : Un mariage sous la neige : Holden Pierce (Bruce Thomas)
- 2018 : Ma fille, harcelée et laissée pour morte : le chef Stephen Dodd (Chris Browning (en))
- 2019 : Prête à tout pour mon enfant, même l'illégalité ! : Rick Singer (Michael Shanks)
- 2020 : Amoureux pour toujours : Grayson Keller (Mark Moses)
- 2020 : Mon locataire presque parfait : Robert Simms (Mark Humphrey)
- 2021 : L'Amour au menu ! : Preston Wescott (Anthony Edridge)
- 2021 : Croqueuses d'héritages : Tim (Randy Thomas)
- 2021 : La Merveilleuse Boutique de Noël : Jose Ortega (Efrain Figueroa)
- 2022 : Petite ville, grands mensonges : Gus (Dax Belanger)
- 2022 : Werewolf by Night : Jovan (Kirk Thatcher (en))

#### Séries télévisées
- Xander Berkeley dans (19 séries) :
  - 24 Heures chrono (2001-2003) : George Mason (27 épisodes)
  - New York, police judiciaire (2005) : Clay Pollack (saison 15, épisode 14)
  - New York, section criminelle (2007) : George Pagolis (saison 6, épisode 13)
  - Standoff : Les Négociateurs (2007) : Paul Fisk (saison 1, épisode 12)
  - Bones (2007) : Dr Bancroft (saison 3, épisode 6)
  - Mentalist (2008 et 2013) : le shérif Thomas McAllistair / John le Rouge (5 épisodes)
  - Esprits criminels (2008) : l'inspecteur Hyde (saison 4, épisode 7)
  - Médium (2009) : Mitchell Slocombe (saison 5, épisode 3)
  - The Closer : L.A. enquêtes prioritaires (2009) : l'inspecteur Curt Landry (saison 5, épisode 12)
  - Three Rivers (2010) : « Sarge » Harold Estes (saison 1, épisode 13)
  - Nikita (2010-2012) : Percy (45 épisodes)
  - Longmire (2013 et 2015) : Jeremiah Rains (2 épisodes)
  - Justified (2014) : Charles Monroe (2 épisodes)
  - Salem (2014-2015) : le magistrat Hale (14 épisodes)
  - Zoo (2015) : Ronnie « Dogstick » Brannigan (4 épisodes)
  - 12 Monkeys (2015-2016) : le colonel Jonathan Foster (3 épisodes)
  - The Walking Dead (2016-2018) : Gregory (en) (33 épisodes)
  - Supergirl (2018) : Peter Lockwood (saison 4, épisode 3)
  - Most Wanted Criminals (2020) : Maurice Hewitt (saison 2, épisode 3)

- Barclay Hope dans (6 séries) :
  - Psi Factor, chroniques du paranormal (1996-2000) : Peter Axon (88 épisodes)
  - Stargate SG-1 (2004-2006) : le colonel Lionel Pendergast (6 épisodes)
  - Supernatural (2007) : le professeur Arthur Cox (saison 2, épisode 15)
  - Traveler : Ennemis d'État (2007 : Joseph (3 épisodes)
  - Eureka (2007-2010) : le général Mansfield (6 épisodes)
  - iZombie (2015) : James Sparrow (saison 1, épisode 7)

- James McCaffrey dans (5 séries) : 
  - Rescue Me : Les Héros du 11 septembre (2004-2011) : Jimmy Keefe (56 épisodes)
  - Beautiful People (2005-2006) : Julian Riske (12 épisodes)
  - La Loi de Canterbury (2008) : Frank Angstrom (4 épisodes)
  - A Gifted Man (2011) : Milt Sandreski (saison 1, épisode 1)
  - Revenge (2011-2012) : Ryan Huntley (4 épisodes)

- Ólafur Darri Ólafsson dans (4 séries) :
  - Trapped (2015-2021) : Andri Ólafsson, le chef de la police locale (28 épisodes)
  - The Missing (2016) : Stefan Anderssen (5 épisodes)
  - Emerald City (2017) : Ojo (7 épisodes)
  - The Tourist (depuis 2022) : Billy Nixon (doublage France TV)

- William Petersen dans :
  - Les Experts (2000-2013) : Gil Grissom (196 épisodes)
  - FBI : Portés disparus (2007) : Gil Grissom (saison 6, épisode 6)
  - Les Experts : Vegas (2021) : Gil Grissom (10 épisodes)

- Bryan Cranston dans :
  - Better Call Saul (2022) : Walter White (saison 6, épisodes 11 et 13)
  - Your Honor (2023) : Michael Desiato (2e voix, saison 2)
  - The Studio (2025) : Griffin Mill (saison 1, épisode 1)

- Diego Walraff dans :
  - Delta Team (1999-2001) : Andy Sanchez
  - Largo Winch (2001-2003) : Simon Ovronnaz

- Martin Sacks (en) dans :
  - Underbelly (2008) : Mario Condello (11 épisodes)
  - Les Survivants (2025) : Julian Gilroy (mini-série)

- Arliss Howard dans :
  - True Blood (2013) : le sénateur Truman Burrell (9 épisodes)
  - Manhunt (2020) : Earl Embry (10 épisodes)

- James Colby (en) dans :
  - Taxi Brooklyn (2014) : le capitaine John Baker (12 épisodes)
  - Blacklist (2014) : Bobby Jonica (saison 1, épisode 16)

- Hugo Speer dans :
  - The Musketeers (2014-2016) : le ministre Treville (28 épisodes)
  - Shadow and Bone : La Saga Grisha (2021-2023) : le lieutenant Bohdan (5 épisodes)

- Michael McElhatton dans :
  - Game of Thrones (2015-2016) : Roose Bolton (2e voix - saisons 5 et 6)
  - L'Aliéniste (2020) : Dr Markoe (6 épisodes)

- Jason Flemyng dans :
  - Jamestown (2017-2019) : Sir George Yeardley (24 épisodes)
  - Two Weeks to Live (2020) : Brooks (mini-série)

- Ditch Davey (en) dans :
  - Preacher (2019) : Steve le pilote (3 épisodes)
  - The Gloaming (en) (2020) : Toby Broomhall (8 épisodes)

- Gil Birmingham dans :
  - Son vrai visage (2022) : Charlie Bass (mini-série)
  - Sur ordre de Dieu (2022) : Bill Taba (mini-série)

- Mohan Kapur dans :
  - Miss Marvel (2022) : Yusuf Khan (mini-série)
  - Daredevil: Born Again (2025) : Yusuf Khan

- 1987 : Mariés, deux enfants : Bart (Rick Waln) (saison 1, épisode 12)
- 1993 : New York Police Blues : Josh « 4B » Goldstein (David Schwimmer) (4 épisodes)
- 1996-1997 : Chicago Hope : La Vie à tout prix : Tommy Wilmette (Ron Silver) (11 épisodes)
- 1997 : Buffy contre les vampires : Andrew Borba (Geoff Meed) (saison 1, épisode 5), Daryl Epps (Ingo Neuhaus) (saison 2, épisode 2)
- 1997 : Vingt mille lieues sous les mers : Ned Land (Bryan Brown) (mini-série)
- 1997 : Burning Zone : Menace imminente : Dr Brian Taft (Bradford Tatum) (8 épisodes)
- 1997 : Lois et Clark : Les Nouvelles Aventures de Superman : M. Smith / Troll (Keith Brunsmann) (3 épisodes)
- 1997-1998 : La Mafia : le baron Francesco Altamura (Fabrizio Contri) (4 épisodes)
- 1997-1998 : La Vie à cinq : Howard Bester (Conor O'Farrell) (4 épisodes)
- 1999-2002 : Invasion planète Terre : Hubble Urich (Frank Moore) (22 épisodes)
- 1999-2000 : I Was a Sixth Grade Alien : Robert McNally (Panou (en)) (31 épisodes)
- 2000-2001 : FreakyLinks : Vince Elsing (Dennis Christopher) (13 épisodes)
- 2002 : À la Maison-Blanche : Dr Stanley Keyworth (Adam Arkin) (2e voix, saison 3)
- 2002 : Disparition : Tom Clarke adulte (Ryan Hurst) (mini-série)
- 2002-2003 : Le Protecteur : Brian Olson (Johnny Sneed) (9 épisodes)
- 2003 : Sue Thomas, l'œil du FBI : Mike Russo (Tony Nappo (en)) (saison 1, épisode 18)
- 2004 : Sex Traffic : Daniel Appleton (John Simm) (mini-série)
- 2004 : État d'alerte : Yussef « Muhammad » Nasseriah (Alki David) (mini-série)
- 2004-2006 : Deadwood : Leon (Larry Cedar) (24 épisodes)
- 2005 : La Petite Maison dans la prairie : Charles Ingalls (Cameron Bancroft) (mini-série)
- 2005 : Matrioshki : Le Trafic de la honte : Peter Jones (Jan Van Looveren) (2 épisodes)
- 2005 : The Shield : Tom (Lennie Loftin) (saison 4, épisodes 10 et 11)
- 2006-2007 : Lost : Les Disparus : Danny Pickett (Michael Bowen) (2e voix, saison 3)
- 2007 : The Black Donnellys : Whitey (Kevin Corrigan) (6 épisodes)
- 2007 : The Closer : L.A. enquêtes prioritaires : Christopher Conroy (John Wesley Shipp) (saison 3, épisode 10)
- 2009-2010 : Skins : Rob Fitch (John Bishop) (3 épisodes)
- 2009-2013 : FBI : Duo très spécial : l'agent spécial Reese Hughes (James Rebhorn) (16 épisodes)
- 2011-2012 : Jessica King : le chef Peter Garci (Tony Nardi) (21 épisodes)
- 2013 : Parks and Recreation : le maire Stice (J. K. Simmons) (saison 5, épisode 17)
- 2013-2021 : Blacklist : Max Ruddiger (Dikran Tulaine) (10 épisodes), Dr Daniel Rivera (Waleed Zuaiter) (saison 2, épisode 7)
- 2014 : The Driver : Kev Mitchell (Lee Ross) (mini-série)
- 2014 : Olive Kitteridge : Jim O'Casey (Peter Mullan)
- 2014 : The Good Wife : Nelson Dubeck (Eric Bogosian) (3 épisodes)
- 2014 : Black Sails : Singleton (Anthony Bishop) (2 épisodes)
- 2014 : Mammon, la révélation : le ministre de la justice Hjort (Håkon Ramstad) (4 épisodes)
- 2014-2015 : Rookie Blue : l'inspecteur John Jarvis (Oliver Becker) (13 épisodes)
- 2015 : Show Me a Hero : Jack O'Toole (Stephen Gevedon) (mini-série)
- 2015 : Major Crimes : George Clark (James Eckhouse) (saison 4, épisode 8)
- 2016 : American Crime : Curt Tanner (Brent Anderson) (9 épisodes)
- 2016-2017 : House of Cards : le général Ted Brockhart (Colm Feore) (12 épisodes)
- 2017 : Taboo : Dr George Cholmondeley (Tom Hollander) (5 épisodes)
- 2017 : Monster : Thomas Jacobi (Lars Arentz-Hansen) (3 épisodes)
- 2017 : Iron Fist : ? (?)
- 2017 : Stella Blómkvist : Sverrir Kristians (Jóhannes Haukur Jóhannesson) (5 épisodes)
- 2017 / 2019 : Unbreakable Kimmy Schmidt : Lonny Dufrene / M. Frumpus (Bill Barretta) (saison 3, épisode 1 et saison 4, épisode 8)
- 2018 : Yellowstone : Carl Reynolds (Fredric Lehne) (3 épisodes)
- 2018 : McMafia : Ilya Fedorov (Kirill Pirogov) (8 épisodes)
- 2018-2019 : Deep State : William Kingsley (Pip Torrens) (6 épisodes)
- depuis 2018 : Impuros (es) : Dr Burgos (Gillray Coutinho)
- 2019 : True Detective : Jim Dobkins (Josh Hopkins) (4 épisodes)
- 2019 : Giri/Haji : ? (?)
- 2019 : Reef Break : le gouverneur Bruce Jackson (Damien Garvey) (4 épisodes)
- 2019 : For All Mankind : Harold Weisner (Wallace Langham) (5 épisodes)
- 2019 : The Tick : Ty Rathbone (Marc Kudisch) (7 épisodes)
- 2019 : Mayans M.C. : Hobart (Mikal Vega) (5 épisodes)
- 2019 : The Loudest Voice : Jack Welch (John Finn) (mini-série)
- 2019-2020 : Evil : Lewis Cormier (Danny Burstein) (4 épisodes)
- 2019-2021 : Titans : Bruce Wayne / Batman (Iain Glen) (11 épisodes)
- 2019-2021 : Les Carnets de Max Liebermann : Oskar Rheinhardt (Jürgen Maurer) (9 épisodes)
- 2020 : Intimidation : Philip Griffin (Don Gilet) (mini-série)
- 2020 : Porte 7 : Guillermo (Antonio Grimau) (8 épisodes)
- 2020 : Les Enquêtes de Vera : Raymond Kayle (Matthew Wynn) (saison 10, épisode 3)
- 2021 : Big Sky : Gil Amaya (Carlos Gómez) (3 épisodes)
- 2021 : NCIS : Enquêtes spéciales : Miguel Torres (Steven Bauer) (saison 18, épisode 12)
- 2021-2022 : 9-1-1: Lone Star : le capitaine Tatum (Jack Conley) (4 épisodes)
- 2021-2022 : Station Eleven : Clark Thompson (David Wilmot) (mini-série)
- 2021-2023 : La Brea : Silas (Mark Lee) (12 épisodes)
- 2021-2023 : Mayor of Kingstown : le capitaine Richard Heard (Rob Stewart) (4 épisodes)
- 2022 : Entrevías : Tirso Abantos (José Coronado) (16 épisodes)
- 2022 : S.W.A.T. : Galloway (Adrian Paul) (saison 5, épisode 19)
- 2022 : Sandman : Marsh Janowski (Steven Brand) (saison 1, épisode 5)
- 2022 : Santa Evita : Dr Pedro Ara (Francesc Orella) (mini-série)
- 2022 : Flatbush Misdemeanors : Franklin (Lenny Venito) (4 épisodes)
- 2022 : Hot Skull : Can (Hakan Gerçek) (mini-série)
- 2022 : La Nuit où Laurier Gaudreault s'est réveillé : ? (?) (mini-série)
- 2023 : The Last Of Us : Abe (Jerry Wasserman) (saison 1, épisode 1)
- 2023 : Ahsoka : le capitaine Hayle (Mark Rolston) (mini-série)
- 2024 : Les Frères Sun : Zhi Zhu (Kelvin Han Yee (en)) (saison 1, épisode 2)
- 2024 : Sugar : le garde de sécurité du campus (Christopher Carrington)
- 2024 : The Madness : Franco Quiñones (John Ortiz) (mini-série)
- 2024 : Territory (en) : Colin Lawson (Robert Taylor)
- 2024 : Golden Kamui : La chasse aux évadés (en) : Shinpachi Nagakura (Kiba Katsumi)
- 2025 : El jardinero : Torres (Francis Lorenzo) (mini-série)
- 2025 : Sans merci (en) : Lee Joo-woon (Huh Joon-ho (en))

#### Séries d'animation
- 1978[n 9] : Marc et Marie : Marc (voix de remplacement, épisodes 31 à 34)
- 1983-1984[n 10] : Embrasse-moi Lucile : Tristan, Lauro et Roméo
- 1986[n 11] : Les P'tits Loups-garous : Styles et Mac Alister (voix de remplacement)
- 1992-1993 : Graine de champion : l'entraîneur
- 1993-1996 : Tortues Ninja : Les Chevaliers d'écaille : Michelangelo, Shredder (3e voix, épisodes 138 à 193)
- 1994[n 12] : Macross Plus : Isamu (OAV, épisode 3 seulement)
- 1994-1996 : Gargoyles, les anges de la nuit : Gillecomgain, l'officier Morgan, Binocle, Peter Maza (épisode 32), Hakon (3e voix)
- 1995 : Bio Hunter : Bokudō (OAV)
- 1996-1999 : Enigma : Tartor et voix additionnelles
- 1997 : The Adventures of Sam and Max: Freelance Police : voix additionnelles
- 1998 : Hercule : les loups ailés d'Hécate
- 2001 : La Légende de Tarzan : Bob Markham
- 2002 : Les Aventures fantastiques du commandant Cousteau : Iannis
- 2004-2006 : La Ligue des justiciers : Bruce Wayne / Batman, Dr Fate (2e voix, saisons 3 à 5)
- 2005-2012 : Yakari : Regard-Droit (le père de Yakari), Elan-Lent
- 2012[n 13] : JoJo's Bizarre Adventure: Phantom Blood et Battle Tendency : Jack l'Éventreur
- 2016 : Atomic Puppet : ?
- 2017 : Ernest et Célestine, la collection : un brocanteur, un ours à lunettes
- 2018 : Woody Woodpecker : Wally le morse (web-série)
- 2018 : Back Street Girls : Tarou Iwamura
- 2018-2020 : Baby Boss : Les affaires reprennent : Baby Boss
- 2019 : Love, Death and Robots : Hank (saison 1, épisode 4)
- 2019-2023 : Ultraman (en) : Shin Hayata
- 2020 : Dragon's Dogma (en) : le maire (épisode 2)
- 2020 : Solar Opposites : Jean-Pierre (saison 1, épisode 7) et le Pupa[n 14] (saison 1, épisode 8)
- 2020-2021 : F Is for Family : William Murphy[n 15], Stanley et voix additionnelles
- 2020-2021 : Transformers : La trilogie de la Guerre pour Cybertron : Wheeljack
- 2021 : : So I'm a Spider, So What? : Goiev
- 2021-2023 : Les Croods, (pré)histoires de famille (en) : Grug Groods
- 2022-2023 : Baby Boss : Retour au Berceau : Baby Boss
- 2023 : Captain Fall (en) : Blake Fall
- 2023 : The Ancient Magus Bride : le chef bibliothécaire (saison 2)
- 2023 : Pluto : le superintendant Tawashi
- 2023-2024 : Véra : Aman Dinkley
- 2024 : Rising Impact : Dorfa Bentley
- 2024 : Oshi no ko : Toshirō Kindaichi (saison 2)

### Jeux vidéo
- 2002 : Syberia : le colonel Boris Charov et un des recteurs
- 2003 : Astérix et Obélix XXL : Jules César
- 2004 : Syberia II : Cantin
- 2004 : Driver 3 : Tanner
- 2004 : Harry Potter et le Prisonnier d'Azkaban : Sirius Black
- 2005 : Fahrenheit : Markus Kane
- 2005 : Ratchet: Gladiator : Ace Hardlight, Shellshock
- 2005 : Jak X : Kaeden
- 2006 : Tomb Raider: Legend : Shogo Takamoto, voix additionnelles
- 2015 : Star Wars Battlefront : Rouge Trois (DLC : Rogue One: VR Mission)
- 2015 : Heroes of the Storm : le fossoyeur, annonceur de la carte Tours du Destin
- 2018 : Spider-Man : J. Jonah Jameson
- 2020 : Marvel's Spider-Man: Miles Morales : J. Jonah Jameson
- 2022 : Marvel's Midnight Suns : Wolverine
- 2023 : Marvel's Spider-Man 2 : J. Jonah Jameson, Howard

### Direction artistique
| Films - 2020 : Arkansas - 2022 : Overdose Séries télévisées - Années 1990 : Buffy contre les vampires (quelques épisodes, avec Philippe Peythieu et Annie Balestra) - Années 1990 : La Loi de Los Angeles (quelques épisodes, avec Michel Dodane et Philippe Peythieu) - Années 1990 : Sept à la maison (quelques épisodes) - 2004-2013 : Les Experts : Manhattan - 2014-2015 : State of Affairs - 2014-2017 : Kingdom - 2018 : McMafia - 2019 : Chimerica (en) - 2022 : The Mosquito Coast (saison 2) - 2024 : Sugar | Téléfilms - 2017 : Une amitié malsaine - 2018 : Que meure la mariée ! - 2018 : Les Braises d'une romance - 2018 : Le Secret du phare - 2018 : La nuit où ma fille a disparu... - 2018 : L'Enfant que l'on m'a volé - 2018 : Un nouveau départ à Noël - 2018 : Coup de foudre sur les pistes - 2019 : Une belle-mère diabolique - 2019 : Un Noël rock ! - 2019 : La Diva de Noël - 2019 : Comme une proie dans ma maison - 2019 : Aussi dangereux que séduisant - 2020 : Deux stars pour Noël - 2021 : Thérapie fatale - 2021 : Qui veut épouser Marco ? - 2021 : Coup de foudre à Sand Dollar Cove - 2021 : Le Dernier Bal des débutantes - 2021 : Un professeur trop séduisant - 2021 : Noël avec le Prince - 2022 : L'Amour selon Emilia Bloom - 2022 : Tout feu, tout love - 2022 : Le Secret d'une mère porteuse - 2022 : Les fantômes de la maison Garland - 2022 : Un automne à Manhattan - 2022 : L'auberge des secrets - 2022 : La nuit avant Noël |